# Eishockey-Oberliga 2008/09
Die Eishockey-Oberliga war in der Saison 2008/09 in eine Gruppe Nord mit sieben Mannschaften und eine Gruppe Süd mit neun Mannschaften aufgeteilt. Die Gruppen spielten jeweils intern eine Dreifachrunde (je dreimal Hin- und Rückspiel gegen jede andere Mannschaft der Gruppe) sowie eine zusätzliche Einfachrunde gegen die Mannschaften der anderen Gruppe. Die Hauptrunde umfasste demnach 54 Spiele im Norden und 62 Spiele im Süden. In jeder Gruppe qualifizierten sich die besten vier Clubs der Hauptrunde für die Play-offs, für die restlichen Vereine war die Saison beendet. Die Play-offs wurden gruppenintern im Verfahren best-of-five ausgetragen (wobei die Blue Lions Leipzig verzichteten). Die beiden Sieger der Play-offs, die Hannover Indians im Norden sowie der ESV Kaufbeuren im Süden stiegen in die 2. Bundesliga auf.
Neu in der Liga waren der EV Landsberg als Absteiger aus der 2. Bundesliga und der Herner EV als Aufsteiger aus der Regionalliga NRW und Sieger der Oberliga-Aufstiegsrunde. Die aufstiegsberechtigten Vereine aus der Bayernliga und der Regionalliga Nord/Ost, EHC Waldkraiburg, EC Pfaffenhofen und EHV Schönheide, verzichteten auf den Aufstieg. Der 1. EV Weiden zog sich vor der Saison aus finanziellen Gründen in die Landesliga Bayern Nord zurück.
In der Oberliga durften in dieser Saison pro Spiel bis zu vier Feldspieler mit ausländischer Lizenz und insgesamt bis zu 15 Spieler, die entweder vor dem 1. Januar 1987 geborene Feldspieler mit deutscher Lizenz oder Spieler mit ausländischer Lizenz sind, eingesetzt werden (sogenannte U21-Regelung). Auch Spieler, die nach Art. 64 SpielOrdnung (SpO) des Deutschen Eishockey-Bundes drei Jahre in Nachwuchs in Deutschland gespielt hatten, fielen nicht unter die Beschränkung auf 15 Spieler. Jeder der Vereine konnte bis zum Transferende am 31. Januar 2009 unbeschränkt ausländische Feldspieler verpflichten, ausländische Torhüter durften hingegen nicht eingesetzt werden.
Die beiden Tabellenletzten der Hauptrunde, die Eisbären Juniors im Norden sowie der TEV Miesbach stiegen in die Regionalliga bzw. Bayerischen Eishockeyliga ab. Beide Mannschaften hätten in die Oberliga nachrücken können, der TEV Miesbach verzichtete jedoch und die Mannschaften der Eisbären Juniors wurde nach der Saison aufgelöst.
Die Blue Lions Leipzig gingen während der Saisons insolvent. Nach Verhandlungen mit der ESBG setzte die Mannschaft den Spielbetrieb fort, verzichtete aber auf eine Teilnahme an den Play-offs, um die Möglichkeit zu erhalten, sich trotz Insolvenz für die Oberliga Nord in der folgenden Spielzeit 2009/10 bewerben zu können. Nachdem aber durch den Verzicht fast aller Aufstiegsberechtigten Regionalligisten und des Rückzugs der Piranhas Rostock sowie der Saale Bulls Halle keine Oberliga Nord zustande kam, stiegen die Blue Lions zwangsweise ab.

## Teilnehmer
An der Vorrundengruppe Nord nimmt neben den Vorjahresoberligisten Blue Lions Leipzig, Hannover Indians, Rostock Piranhas, Saale Bulls Halle, Rote Teufel Bad Nauheim und Eisbären Juniors Berlin der Herner EV 2007 als Aufsteiger teil. Die Mannschaft des 1. EV Weiden, die in der Vorsaison noch die Play-offs erreichte, zog sich aus finanziellen Gründen aus der Liga zurück.
In der Südgruppe traten neben dem Absteiger aus der 2. Bundesliga 2007/08 die qualifizierten Oberligisten der vergangenen Saison an. Dies waren EV Füssen, ESV Kaufbeuren, EHC Klostersee, TEV Miesbach, EC Peiting, Starbulls Rosenheim und Deggendorf Fire. Die sportlichen Absteiger EHF Passau Black Hawks verblieben in der Liga, da neben dem Ligameister Tölzer Löwen auch die Wölfe Freiburg als Nachrücker in die 2. Bundesliga aufstiegen.

## Oberliga Nord

### Vorrunde
| Pl. | Team                    | Sp | S3 | S2 | N1 | N0 | Tore    | Diff. | Pkt. |
| --- | ----------------------- | -- | -- | -- | -- | -- | ------- | ----- | ---- |
| 1.  | Hannover Indians        | 54 | 34 | 7  | 4  | 9  | 251:149 | +101  | 120  |
| 2.  | Rote Teufel Bad Nauheim | 54 | 24 | 3  | 7  | 20 | 230:213 | +17   | 85   |
| 3.  | Rostock Piranhas        | 54 | 23 | 4  | 5  | 22 | 213:216 | −3    | 82   |
| 4.  | Herner EV (N)           | 54 | 20 | 6  | 3  | 25 | 204:212 | −8    | 75   |
| 5.  | Saale Bulls Halle       | 54 | 16 | 4  | 3  | 30 | 180:210 | −30   | 62   |
| 6.  | Eisbären Juniors Berlin | 54 | 11 | 3  | 5  | 35 | 157:225 | −68   | 44   |
|     | Blue Lions Leipzig      | 54 | 30 | 3  | 5  | 16 | 230:191 | +39   | 101  |

[2] aufgrund der Insolvenz der Leipzig Blue Lions

### Play-offs

#### Halbfinale
Die Spiele im Modus Best-of-Five fanden am 27., 29. und 31. März und am 3. April 2009 statt
| Begegnungen             | Begegnungen | Begegnungen      | Serie | 1   | 2   | 3         | 4   | 5 |
| ----------------------- | ----------- | ---------------- | ----- | --- | --- | --------- | --- | - |
| Hannover Indians        | –           | Herner EV        | 3:1   | 7:4 | 2:4 | 5:4 n. V. | 5:3 | − |
| Rote Teufel Bad Nauheim | –           | Rostock Piranhas | 3:0   | 6:3 | 6:2 | 4:3       | −   | − |

#### Finale
Die Spiele wurden ebenfalls im Modus Best-of-Five am 9., 11. und 13. April durchgeführt. Die Termine für die Spiele 4 und 5 waren für den 15. und 17. April 2009 geplant und ob der 3:0-Serie obsolet.
| Begegnungen      | Begegnungen | Begegnungen             | Serie | 1   | 2   | 3   | 4 | 5 |
| ---------------- | ----------- | ----------------------- | ----- | --- | --- | --- | - | - |
| Hannover Indians | –           | Rote Teufel Bad Nauheim | 3:0   | 6:2 | 5:1 | 6:1 | − | − |

#### Play-off-Baum
|  | Halbfinale | Halbfinale              | Halbfinale |  |  | Finale | Finale                  | Finale |
|  |            |                         |            |  |  |        |                         |        |
|  |            |                         |            |  |  |        |                         |        |
|  | 1.         | Hannover Indians        | 3          |  |  |        |                         |        |
|  | 4.         | Herner EV               | 1          |  |  |        |                         |        |
|  |            |                         |            |  |  | 1.     | Hannover Indians        | 3      |
|  |            |                         |            |  |  | 2.     | Rote Teufel Bad Nauheim | 0      |
|  | 2.         | Rote Teufel Bad Nauheim | 3          |  |  |        |                         |        |
|  | 3.         | Rostock Piranhas        | 0          |  |  |        |                         |        |
|  |            |                         |            |  |  |        |                         |        |

Die Hannover Indians sind somit Aufsteiger in die 2. Bundesliga.

## Oberliga Süd

### Vorrunde
| Pl. | Team                   | Sp | S3 | S2 | N1 | N0 | Tore    | Diff. | Pkt. |
| --- | ---------------------- | -- | -- | -- | -- | -- | ------- | ----- | ---- |
| 1.  | EC Peiting             | 62 | 42 | 4  | 3  | 13 | 295:175 | +120  | 137  |
| 2.  | Starbulls Rosenheim    | 62 | 41 | 3  | 5  | 13 | 254:182 | +72   | 134  |
| 3.  | ESV Kaufbeuren         | 62 | 38 | 5  | 4  | 15 | 284:184 | +100  | 128  |
| 4.  | EV Füssen              | 62 | 32 | 13 | 2  | 15 | 294:207 | +87   | 124  |
| 5.  | EHF Passau Black Hawks | 62 | 28 | 2  | 8  | 24 | 233:229 | +4    | 96   |
| 6.  | EHC Klostersee         | 62 | 19 | 2  | 3  | 38 | 183:254 | −71   | 64   |
| 7.  | EV Landsberg (A)       | 62 | 14 | 8  | 5  | 35 | 199:292 | −93   | 63   |
| 8.  | Deggendorf Fire        | 62 | 12 | 2  | 6  | 42 | 210:363 | −153  | 46   |
| 9.  | TEV Miesbach           | 62 | 10 | 4  | 5  | 43 | 195:309 | −114  | 43   |

### Play-offs

#### Halbfinale
Die Spiele im Modus Best-of-Five fanden am 7., 9., 11. und 13. April 2009 statt, der Termin am 15. April 2009 für ein Entscheidungsspiel wurde nicht benötigt.
| Begegnungen         | Begegnungen | Begegnungen    | Serie | 1   | 2   | 3   | 4   | 5 |
| ------------------- | ----------- | -------------- | ----- | --- | --- | --- | --- | - |
| EC Peiting          | –           | EV Füssen      | 3:1   | 2:0 | 4:2 | 1:4 | 7:5 | – |
| Starbulls Rosenheim | –           | ESV Kaufbeuren | 1:3   | 2:4 | 0:5 | 4:2 | 3:5 | − |

#### Finale
Die Spiele wurden ebenfalls im Modus Best-of-Five am 17., 19. und 21. April 2009 durchgeführt, weitere avisierte Termine für den 24. und 26. April 2009 entfielen.
| Begegnungen | Begegnungen | Begegnungen    | Serie | 1         | 2   | 3   | 4   | 5 |
| ----------- | ----------- | -------------- | ----- | --------- | --- | --- | --- | - |
| EC Peiting  | –           | ESV Kaufbeuren | 1:3   | 2:3 n. V. | 1:4 | 4:3 | 2:4 | – |

#### Play-off-Baum
|  | Halbfinale | Halbfinale          | Halbfinale |  |  | Finale | Finale         | Finale |
|  |            |                     |            |  |  |        |                |        |
|  |            |                     |            |  |  |        |                |        |
|  | 1.         | EC Peiting          | 3          |  |  |        |                |        |
|  | 4.         | EV Füssen           | 1          |  |  |        |                |        |
|  |            |                     |            |  |  | 1.     | EC Peiting     | 1      |
|  |            |                     |            |  |  | 3.     | ESV Kaufbeuren | 3      |
|  | 2.         | Starbulls Rosenheim | 1          |  |  |        |                |        |
|  | 3.         | ESV Kaufbeuren      | 3          |  |  |        |                |        |
|  |            |                     |            |  |  |        |                |        |

Der ESV Kaufbeuren ist somit Aufsteiger in die 2. Bundesliga.